# Вовк східний
Східний вовк (Canis lycaon або Canis lupus lycaon) — вид або підвид вовків з Північної Америки. Як і рудий вовк, це вимираюча популяція, зріджені людьми в історичні часи, хоча і не здала поки свого природного ареалу. Зовні східний вовк майже не відрізняється від рудого вовка: він більший, ніж койот, але менший, ніж сірий вовк, і теж має рижінку в  вовні. Тільки генетичні дослідження 2011-2013 років змогли представити докази, що східний і рудий вовк є різними підвидами.

## Біологічні дані

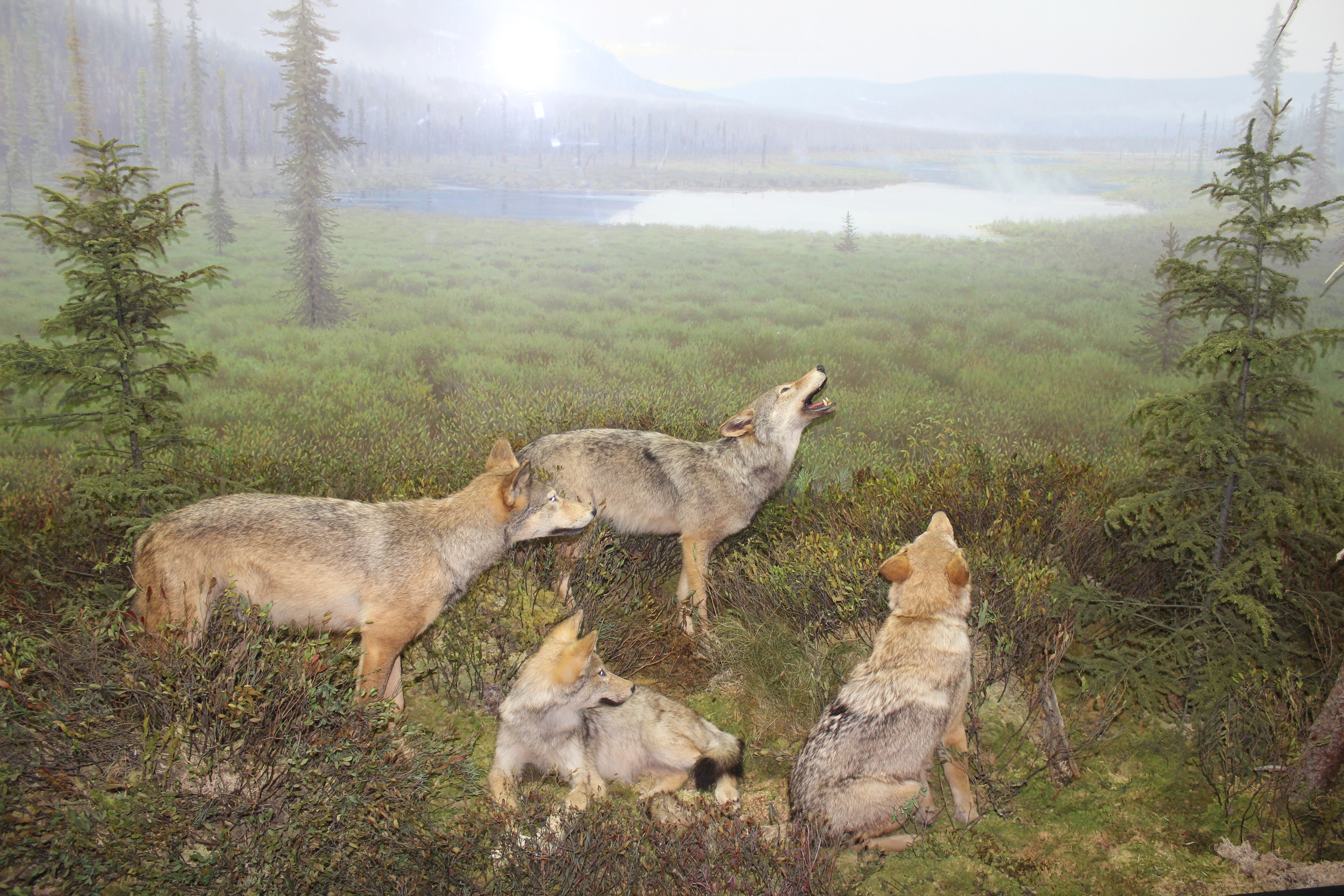
Зграя східних вовків (таксидермія, Алгонкінський провінційний парк)

Східні вовки живуть на півночі, ніж руді вовки. Їх первісний ареал займав територію від південного Квебека на півночі до Великих рівнин на заході і південних штатів США на півдні (де він упирався в ареал рудого вовка). Зараз східними вовками зайнята область в районі Великих озер в межах Канади. На кордонах і за межами цього ареалу східні вовки активно схрещуються з койотами і сірими вовками, а раніше вони схрещувалися і з рудими вовками. Завдяки цьому східний вовк служить генетичним мостом між чотирма видами північноамериканських вовків. У той же час дослідження вихідного східного вовка утруднені через поширення генетичного матеріалу інших видів в популяції.
На півдні від нинішнього ареалу східного вовка утворилися території, зайняті великою популяцією східних койотів (Canis latrans var.) - стійкого гібрида койота і східного вовка. Ці тварини виглядають проміжно між східним вовком і койотом по розміру, формі голови і забарвленням тіла.

## У культурі
Східні вовки з Алгонкінську провінційного парку охоче відповідають на людську імітацію вовчого виття. З відкриття цього факту в 1963 виття з вовками став частиною програми туристичних груп. Працівники парку вважають, що цей досвід став основою для залучення уваги громадськості Онтаріо до проблеми вимирання вовків. До 2000 року атракціон був проведений 85 разів, і більш ніж 110 000 чоловік змогло повити разом з вовками.
Східних вовків не можна відрізнити за зовнішнім виглядом: навіть в природі вони практично не відрізняються від рудих вовків, койвовків, інших гібридів або дрібних сірих вовків з рижінкой. Щоб встановити вид як східного вовка, він повинен бути названий таким явно (або одним зі своїх інших назв: алгонкінгскій вовк, північноамериканський лісовий вовк, вовк Великих озер, оленячий вовк).